# BG and Big Tea in NYC
BG and Big Tea in NYC er et jazz-album af Benny Goodman. Albummet udkom i 1929.